# Vanilla chalotii
Vanilla chalotii är en orkidéart som beskrevs av Achille Eugène Finet. Vanilla chalotii ingår i släktet Vanilla och familjen orkidéer. Inga underarter finns listade i Catalogue of Life.